# Brockenhurst House
Brockenhurst House – rezydencja w Anglii, w Brockenhurst, w hrabstwie Hampshire, w dystrykcie New Forest.
W 1770 Edward Morant (1730–1791) urodzony na Jamajce, zakupił Brockenhurst House, który w 1865 przebudowano na duża georgiańską rezydencję otoczoną parkiem. Do 1812 właścicielem był jego wnuk, John Morant II (1787-1857), zmarły w Brockenhurst. Jego synem był John Morant III (1825–1899), żonaty z Henriettą Somerset, córka Henry’ego Somerseta, 7. księcia Beaufort.

Ceglaną bramę do posiadłości z 1865 zaprojektował wiktoriański architekt Alfred Waterhouse (1830–1905). Nad łukiem wejściowym znajdują się herby Johna Moranta III i Henrietty Somerset. Brama prowadzi do Brockenhurst Park.
Brockenhurst House został sprzedany pod koniec lat 50. XX w., a rodzina Morantów przeniosła się do pobliskiego Roydon Manor. Po kilku latach opuszczenia został zburzony w 1958, a  kolejny  właściciel zbudował nowy dom w 1960.

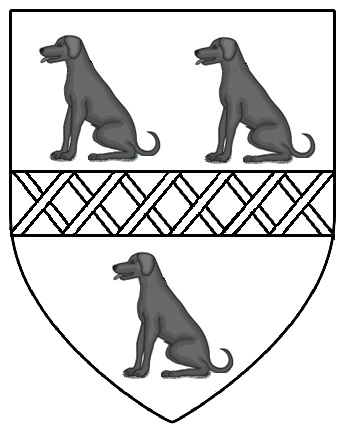
Herb Johna Moranta III
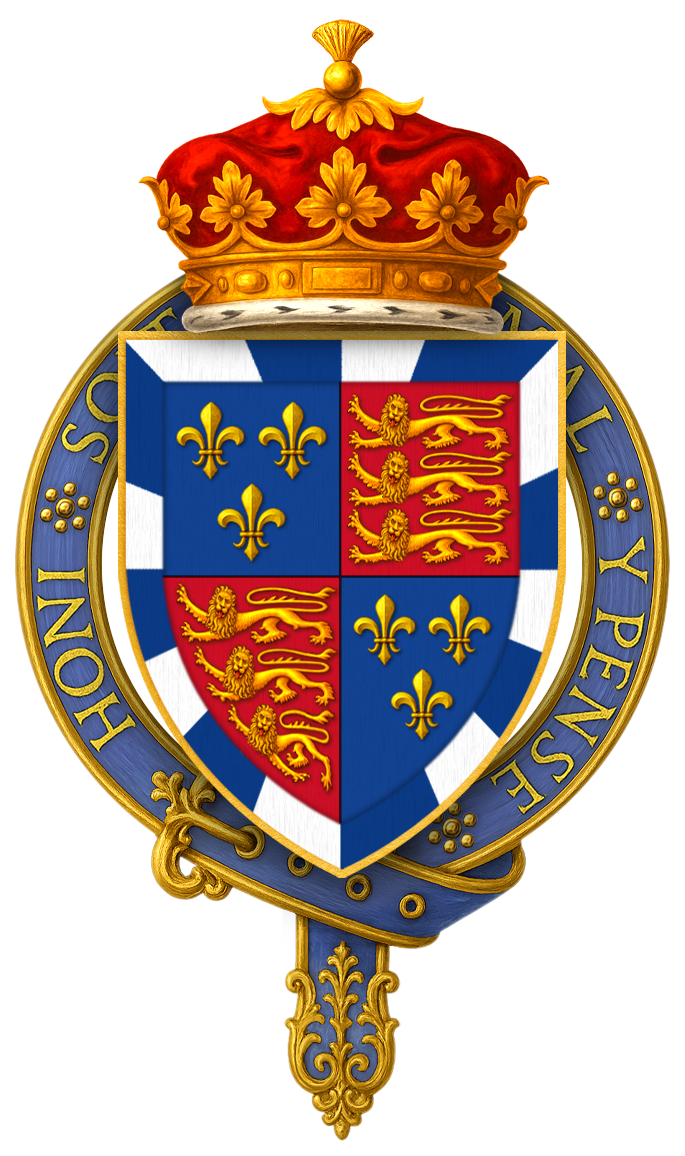
Herb  Henrietty Somerset